# Jean-Christophe Guinchard
Jean-Christophe Guinchard (1º novembre 1967) è un triatleta svizzero.

## Carriera
Nel 1997 è arrivato 3º assoluto ai mondiali long distance di Nizza, alle spalle del belga Luc Van Lierde e dell'olandese Rob Barel.
Ha vinto la medaglia d'argento nel 1998 ai campionati europei di triathlon di Velden, alle spalle del campione uscente, il britannico Andrew Johns, e davanti all'ucraino Volodymyr Polikarpenko.